# Carles Ensenyat Reig

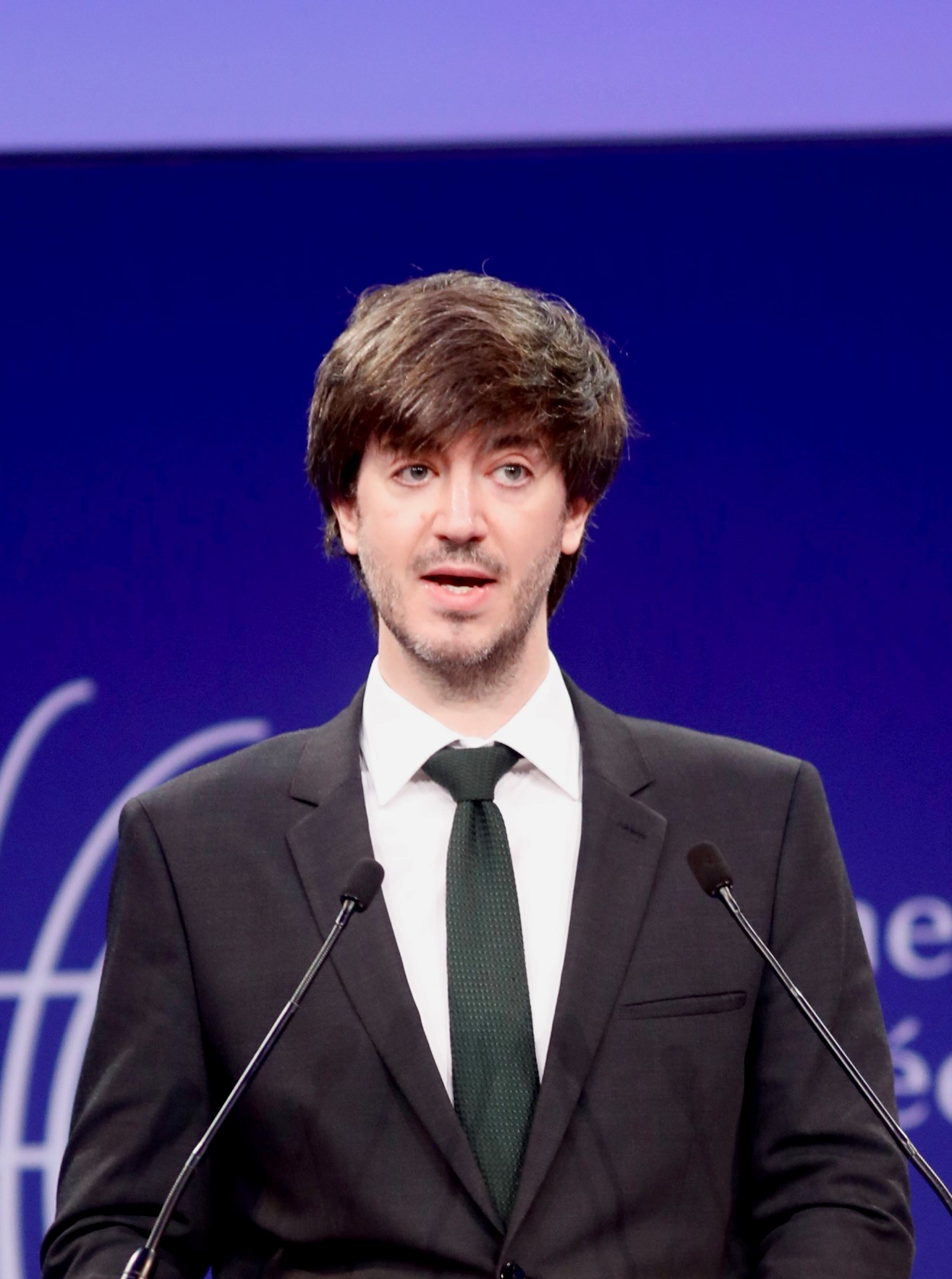
Reig (2023)

Carles Ensenyat Reig (* 20. Februar 1985 in Encamp) ist ein andorranischer Politiker der Demòcrates per Andorra (DPA), der seit 2011 Mitglied sowie seit 2023 Präsident des Consell General de les Valls, des Einkammerparlaments von Andorra, ist.

## Leben
Carles Ensenyat Reig stammt aus der Politiker- und Unternehmerfamilie Reig und ist der Sohn von Maria Reig Moles, ein Großneffe von Julià Reig Ribó, der von 1960 bis 1967 sowie später zwischen 1973 und 1979 ebenfalls als Präsident des Consell General de les Valls, sowie ein Großcousin von Òscar Ribas Reig, der von 1982 bis 1984 und erneut zwischen 1990 und 1994 als Cap de Govern del Principat d'Andorra Regierungschef von Andorra war. Er absolvierte ein Studium der Rechtswissenschaften an der École des hautes études commerciales de Paris (HEC Paris), welches er mit einem Master beendete.

## Politische Laufbahn
2010 wurde Ensenyat Reig für die Partei Demokraten für Andorra DPA (Demòcrates per Andorra) als Nachrücker erstmals Mitglied des Generalrates der Täler (Consell General de les Valls), des Einkammerparlaments von Andorra, und gehört diesem seither nach seinen Wiederwahlen 2011, 2015, 2019 und 2023 an. Während der Legislaturperiode von 2010 bis 2011 war er Mitglied der Legislativkommissionen für Gesundheit und Umwelt, für soziale Angelegenheiten sowie für Bildung, Kultur, Jugend und Sport. Während der Legislaturperiode zwischen 2011 und 2015 fungierte er als Sekretär des Parlamentspräsidiums (Secretari de la Sindicatura) und gehörte zugleich den Legislativkommissionen für Inneres, für soziale Angelegenheiten sowie der Ständigen Legislativkommission als Mitglied an. In der Legislaturperiode von 2015 bis 2019 war er zum einen Präsident der Legislativkommission für Außenpolitik sowie Mitglied der Legislativkommissionen für Finanzen und Haushalt und abermals für soziale Angelegenheiten. In der darauf folgenden Legislaturperiode zwischen 2019 und 2023 fungierte er als Vorsitzender der DPA-Fraktion und war weiterhin Mitglied der Legislativkommissionen für Außenpolitik sowie für Finanzen und Haushalt.
Am 26. April 2023 wurde Carles Ensenyat Nachfolger seiner Parteifreundin Roser Suñé Pascuet Síndic General und damit Präsident des Consell General de les Valls. Er ist außerdem Vertreter im Exekutivkomitee für Angelegenheiten der Interparlamentarische Union (IPU). Für seine Verdienste wurde ihm am 10. Juli 2024 das Großkreuz des Orde de Carlemany verliehen.